# Cantabria (Michoacán)
Cantabria es una localidad del estado mexicano de Michoacán. Es parte del municipio de Zacapu. Fue fundada el 10 de octubre de 1909.

## Demografía
| Gráfica de evolución demográfica |
|                                  |

| Censo | Población |
| ----- | --------- |
| 1910  | 682       |
| 1921  | 795       |
| 1930  | 791       |
| 1940  | 1132      |
| 1950  | 1822      |
| 1960  | 2570      |
| 1970  | 2556      |
| 1980  | 2484      |
| 1990  | 2296      |
| 2000  | 2194      |
| 2010  | 1956      |
| 2020  | 2066      |